# 杉田弘子
杉田 弘子（すぎた ひろこ、1934年6月11日 - 1992年3月22日）は日本の元女優。東京出身。赤坂高等学校中退。

## 来歴・人物
1951年（昭和26年）、高校中退後、俳優座養成所に3期生として入所。同期に愛川欽也、渡辺美佐子、安井昌二、穂積隆信がいる。
1953年（昭和28年）、映画『ひめゆりの塔』に端役として出演。卒業後は美貌のファッションモデルとして活動する。
1956年（昭和31年）、松竹に入社する。同年、新人として『魔の季節　春のみづうみ』の伸子役で初主演を果たす。そして、『つゆのあとさき』では初の主役・君江役に抜擢される。同年、第1回エランドール賞新人賞を受賞する。
その後も数年間、松竹関連の多くの映画に主演女優として活躍する。これにより、彼女は名実ともに昭和30年代を代表するスター映画女優となった。
1962年（昭和37年）9月に富士車輌社長の子息と結婚し、女優業を引退（しかし、結婚披露宴は諸事情により、一切のマスコミ取材をシャットアウトしている）。
1992年（平成4年）3月22日、逝去。死因は不明。彼女の訃報は当時のマスコミには報道されず、翌年行われた国会の衆議院会議にて、出席していた楢崎弥之助らによる質疑応答の中で初めて明らかになった。

## 主な出演作品

### 映画
- ひめゆりの塔（1953年・東映）
- 早春（1956年・松竹）
- 美貌の園（1956年・松竹）
- 魔の季節　春のみづうみ（1956年・松竹、桂伸子役）
- 白い魔魚（1956年・松竹）
- 人妻椿（1956年・松竹）
- 緑なる人（1956年・松竹）
- 晴れた日に（1956年・松竹）
- 俺は死なない（1956年・松竹、矢吹冴子役）
- 三羽烏再会す（1956年・松竹、西村千冬役）
- スタジオ超特急（1956年・松竹）
- 涙（1956年・松竹、道子役）
- 女優誕生（1956年・松竹）
- 太陽とバラ（1956年・松竹）　-　第14回米国ゴールデングローブ賞外国語映画賞受賞作品
- ここは静かなり（1956年・松竹、階堂優子役）
- つゆのあとさき（1956年・松竹、君江役）
- いとしい恋人たち（1957年・松竹）
- 炎の氷河（1957年・松竹、久坂敦子役）
- 花は嘆かず（1957年・松竹、楓奈緒子役）
- 暴力の波止場（1957年・松竹）
- 母と子の窓（1957年・松竹、里村圭子役）
- 逃げだした縁談（1957年・松竹）
- 花くれないに（1957年・松竹、水沢幸枝役）
- 娘三羽烏（1957年・松竹、田島啓子役）
- 黒い花粉（1958年・松竹、津田浜子役）
- オンボロ人生（1958年・松竹）
- その手にのるな（1958年・松竹）
- 月給13,000円（1958年・松竹、帆立なぎさ役）
- 夜の波紋（1958年・松竹）
- 恐怖の対決（1958年・松竹）
- 無鉄砲一代（1958年・歌舞伎座）
- ろまん化粧（1958年・松竹）
- 幸運の階段（1958年・松竹）
- 晴れて今宵は（1959年・松竹）
- 三人姉妹（1959年・松竹）
- 海流（1959年・松竹）
- 明日への盛装（1959年）
- 今日もまたかくてありなん（1959年・松竹）
- 火の壁（1959年・松竹）
- 浮気のすすめ　女の裏窓（1960年）
- 朱の花粉（1960年・松竹）
- 愛する（1961年・松竹）
- 女舞（1961年・松竹）
- 甘い夜の果て（1961年・松竹）
- 続・こつまなんきん　お香の巻（1961年・松竹）
- 北上川悲歌（1961年・新東宝）

### テレビドラマ
- 夜の河（1961年・CX）
- 愛のダイヤル（1962年・FNS）